# آرثر ادوین وی
آرثِر ادوین وِی (۱۸۱۳–۱۹ سپتامبر ۱۸۷۰) یک سیاستمدار انگلیسی بود.
او یک نماینده مجلس یا MP (MP کوته‌شدهٔ Member of Parliament) برای بث (حوزه انتخابیه مجلس انگلیس) در ۱۸۵۹ بود.